# Yu-Gi-Oh! Capsule Monsters
Yu-Gi-Oh! Capsule Monsters (遊☆戯☆王 カプセルモンスターズ Yūgiō Kapuseru Monsutāzu) is een 12 delen tellende animeserie gebaseerd op de manga Yu-Gi-Oh!. De serie speelt zich af tijdens de tweede Yu-Gi-Oh! animeserie (Yu-Gi-Oh: Duel Monsters) – tussen de “Grand Championship” saga en “Memory World” saga.
Deze spin-off is gecreëerd op vraag van 4Kids Entertainment. De serie is momenteel enkel nog in Amerika uitgezonden en nog niet in Japan, waardoor er enkel een Engelse dub bestaat. Opvallend is ook dat de tekenstijl wat verschilt van de originele serie.

## Verhaal
Yugi Moto krijgt voortdurend een vreemde nachtmerrie waarin zijn alter-ego, de naamloze farao, wordt gevangen door een monster. Ondertussen gaat Yugi’s grootvader, Solomon Moto, op een expeditie maar keert niet meer terug.
Rond dezelfde tijd doet een nieuw spel zijn intrede, het Capsule Monsters bordspel (dat in de originele manga even kort te zien was). Dit spel speelt in op de Duel Monsters-rage, en gebruikt dezelfde monsters als het bekende kaartspel.
Joey Wheeler wint bij een wedstrijd vier vliegtickets naar India, en nodigt Yugi, Tristan en Téa uit om met hem mee te gaan. Vlak voor aankomt stort het vliegtuig echter neer in een vreemd bos. Na te zijn gered uit het vliegtuigwrak ontmoeten Yugi en co een man genaamd
Dr. Alex Brisbane. Zodra Yugi hem verteld dat hij de kleinzoon is van Solomon Muto, verteld Brisbane dat hij een collega is van Solomon. Hij was bij hem op diens laatste expeditie. Hij beweert Solomon voor het laatst te hebben gezien in een piramide, die volgens Brisbane de legendarische piramide van Alexander de Grote is. De farao is achterdochtig dat ze uitgerekend zijn neergestort in de buurt van de man die Solomon voor het laatst heeft gezien.
De groep gaat naar de piramide, en vindt een kamer waarvan de vloer doet denken aan een kaart met verschillende landen erop. Zodra de groep de kamer betreedt, verdwijnt in het niets en belandt in een bos. Dit bos blijkt een andere wereld te zijn waarin de monsters uit Capsule Monsters echt bestaan. Een voor een krijgen de leden van de groep een paar van deze monsters in handen. Met hun hulp moeten ze zien te ontsnappen uit deze wereld en Solomon zien op te sporen.

## Personages
De meeste personages in de serie zijn gelijk aan die uit de eerste en tweede animeserie:
- Yugi Muto (武藤 遊戯 Mutō Yūgi)
- Katsuya Jonouchi (城之内 克也 Jōnouchi Katsuya) / Joey Wheeler
- Anzu Mazaki (真崎 杏子 Mazaki Anzu) / Téa Gardner
- Hiroto Honda (本田 ヒロト Honda Hiroto) / Tristan Taylor
- Sugoroku Muto (武藤 双六 Mutō Sugoroku) / Solomon Muto
- Shadi (シャーディー Shādī)

Het enige nieuwe personage is Alex Brisbane.

## Afleveringen
1. "Getting Played"
2. "Divide and Conquer"
3. "Reunited at Last"
4. "Fortress of Fear"
5. "Eye of the Storm"
6. "Trial of Light and Shadow"
7. "Red-Eyes Black Curse"
8. "Fruits of Evolution"
9. "The Fiendish Five, Part 1"
10. "The Fiendish Five, Part 2"
11. "The True King, Part 1"
12. "The True King, Part 2"

## Film
De eerste zes afleveringen van de serie werden in Amerika samengevoegd tot een direct-naar-dvd film getiteld Yu-Gi-Oh!: Capsule Monsters.

## Stemacteurs
- Dan Green - Yugi Muto/Yami Yugi
- Wayne Grayson - Joey Wheeler
- Frank Frankson - Tristan Taylor
- Amy Birnbaum - Tea Gardner
- Maddie Blaustein - Solomon Muto
- Pete Zarustica - Dr. Alex Brisbane, Alexander the Great